# Thirty Days at Hard Labor
Thirty Days at Hard Labor è un cortometraggio muto del 1912 diretto da Oscar Apfel. Nel 1919, il racconto The Halberdier of the Little Rheinschloss da cui è tratto il soggetto, darà spunto per il film You're Fired di James Cruze.

## Trama
Il padre di Beatrice ha delle obiezioni all'annuncio del matrimonio della figlia con Jack. Il giovane, infatti, che appartiene a una famiglia facoltosa, non ha mai lavorato in vita sua e il futuro suocero gli fa allora firmare un documento con il quale Jack si impegna a trovare un lavoro entro trenta giorni se vuole avere il suo consenso alle nozze.

## Produzione
Il film - un cortometraggio di una bobina - fu prodotto dalla Edison Company.

## Distribuzione
Distribuito dalla General Film Company, il film - un cortometraggio in una bobina - uscì nelle sale cinematografiche statunitensi il 9 gennaio 1912. Copia della pellicola viene conservata negli archivi del Museum of Modern Art .